# Toga (Tuvalu)
Ne doit pas être confondu avec Tonga ou Toga.

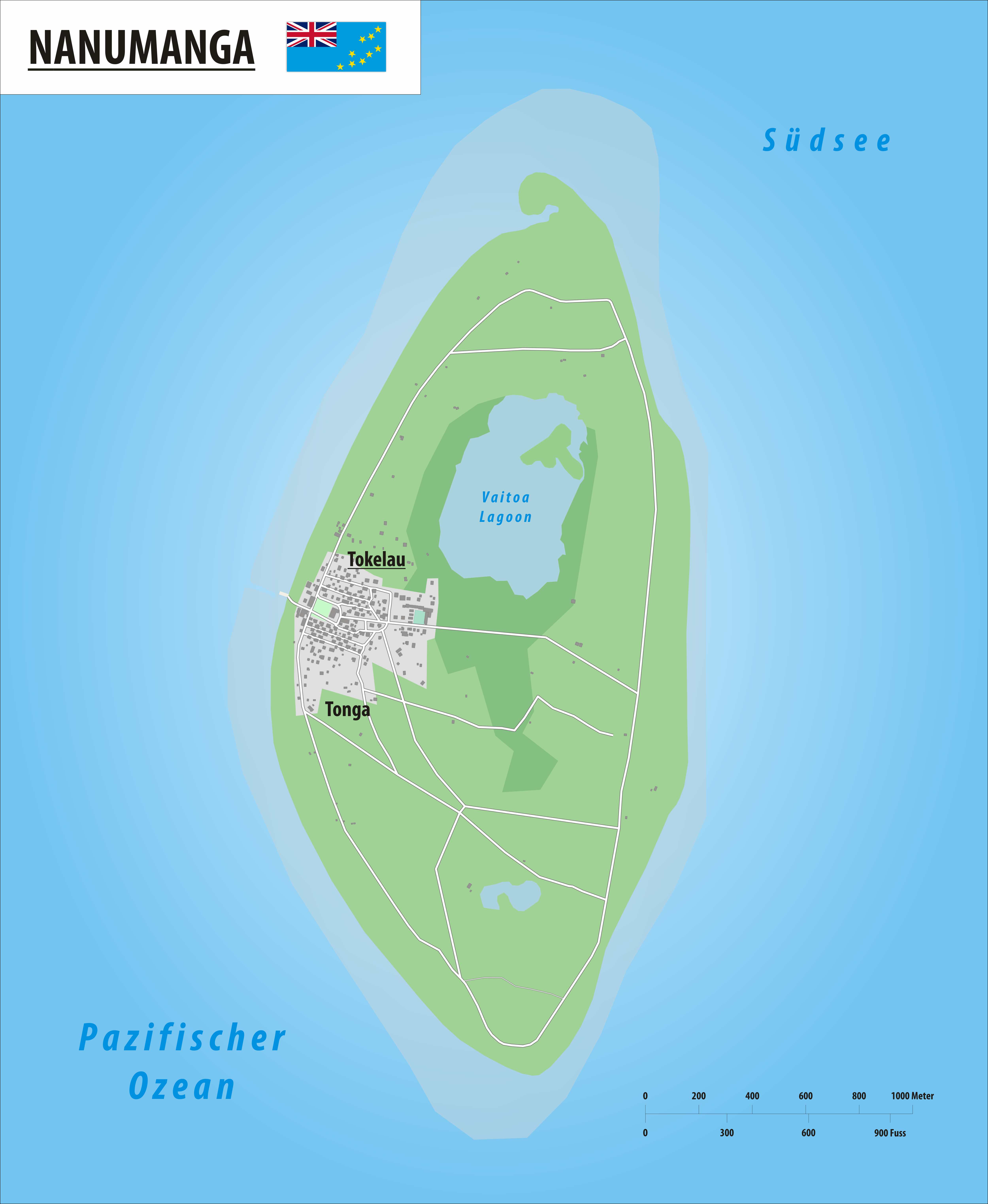
Le village de Tonga (sud), sur l'île de Nanumaga.

Toga ou Tonga est un village des Tuvalu, situé sur l'île de Nanumaga. En 2012, il avait 236 habitants.